# Most metra Rajská zahrada – Černý Most
Most Rajská zahrada – Černý Most je tubus pražského metra mezi stanicemi Rajská zahrada a Černý Most na lince B. Most byl postaven pro vyrovnání výškových rozdílů okolního terénu a je součástí traťového úseku IV.B zprovozněného v listopadu 1998.  V plášti tubusu je umístěno 222 oken s výhledem na sídliště Černý Most a Chlumeckou ulici. V roce 2000 byl most definitivně dokončen vnějším opláštěním a vybudováním pěší a cyklistické stezky na jeho střeše. Délka přemostění je 483 metrů.